# Pallavolo Pontecagnano Faiano
La Volley Project Pontecagnano è una società pallavolistica femminile e maschile italiana con sede a Pontecagnano Faiano. Attualmente milita nel Serie B2 femminile e serie D maschile italiano.

## Storia della società
La società nasce nel 1983, militando inizialmente nei campionati regionali. Al termine della stagione 2006-07 ottiene la promozione in Serie B1.
Nella stagione 2008-09 conquista una nuova promozione, questa volta in Serie A2, facendo quindi l'esordio nella pallavolo professionistica nella stagione successiva.